# Schibri-Verlag
Der Schibri-Verlag ist ein deutscher Fachverlag für Theaterpädagogik, Kreatives Schreiben und praktische Philosophie.

## Geschichte
Der Schibri-Verlag verlegt Bücher in Berlin, Brandenburg und Mecklenburg-Vorpommern. 1991 gründete Matthias Schilling den Schibri-Verlag in Milow/Uckerland.
Der Verlag ist Mitglied im Börsenverein des Deutschen Buchhandels.

## Verlagsprogramm
Die Weiterentwicklung von Literatur, Kultur und Wissenschaft im Nordosten der Bundesrepublik Deutschland bildet einen Schwerpunkt in den Verlagspublikationen.
Das Regionalia-Programm enthält unter anderem Dialektliteratur, regionale Sachbücher, Bildbände, Biografien, sowie Märchen und Erzählungen aus dem Nordosten Deutschlands.

## Autoren (Auswahl)
Zu den Autoren des Verlages gehören Wissenschaftler wie Gerd Koch (Theaterpädagoge und Publizist), Lutz von Werder (Philosoph, Autor und Moderator), Marcus Stück, Wolfgang Nickel, Karl Hecht und Hans-Robert Metelmann.